# Paróquia Santa Rosa de Lima de Uberlândia
A Paróquia Santa Rosa de Lima é uma circunscrição eclesiástica católica, pertencente à Diocese de Uberlândia. Foi fundada em 23 de março de 2007 por Dom José Alberto Moura, CSS. Está localizada no Bairro Santa Rosa, zona norte de Uberlândia.
- Pároco: Padre Fábio Mendes do Nascimento[2]